# فهرست قنات‌های شهرستان شاهین دژ
جدول زیر براساس آمار وزارت جهاد کشاورزی تهیه شده‌است. فهرست زیر قنات‌های شهرستان شاهین دژ در استان آذربایجان غربی را نشان می‌دهد.
| نام قنات        | موقعیت                            | نزدیک‌ترین روستا     | طول قنات (متر) | تعداد میله چاه    | عمق مادر چاه | دبی (لیتر بر ثانیه) | سطح زیر کشت (هکتار) |
| --------------- | --------------------------------- | ------------------- | -------------- | ----------------- | ------------ | ------------------- | ------------------- |
| ایل لک          | بخشی نامعلوم در شهرستان شاهین دژ  | باشبلاع             | ۸۵             | ۰                 | ۰            | ۴                   | ۱۵۰                 |
| باش آشیق کهریز  | بخشی نامعلوم در شهرستان شاهین دژ  | اسماعیل کندی        | ۱۳۷            | ۰                 | ۰            | ۳                   | ۱۵۰                 |
| چاو کاریز(کانی) | دهستان آغچه مسجد شهرستان شاهین دژ | اغجه مجد(آغجه مسجد) | 3000متر        | بالای ۳۰ حلقه چاه | 40           | ۰                   | ۲۵۰                 |
| بالای روستا     | بخشی نامعلوم در شهرستان شاهین دژ  | قاضی اهوی           | ۲۰۰            | ۰                 | ۰            | ۴                   | ۲۰۰                 |
| بلاغ آچین       | بخشی نامعلوم در شهرستان شاهین دژ  | الیچین              | ۰              | ۰                 | ۰            | ۰                   | ۴۵                  |
| جاده ظاهرکندی   | بخشی نامعلوم در شهرستان شاهین دژ  | رضاقشلاقی           | ۱۵۰            | ۰                 | ۰            | ۲                   | ۱۰۰                 |
| جنقری           | بخشی نامعلوم در شهرستان شاهین دژ  | افی جان             | ۰              | ۰                 | ۰            | ۰                   | ۱۵۰                 |
| داخل روستا      | بخشی نامعلوم در شهرستان شاهین دژ  | سعیدآباد            | ۰              | ۰                 | ۰            | ۰                   | ۵۰                  |
| داخل روستا      | بخشی نامعلوم در شهرستان شاهین دژ  | صورین               | ۸۰             | ۰                 | ۰            | ۲                   | ۱۵۰                 |
| داخل روستا      | بخشی نامعلوم در شهرستان شاهین دژ  | قره بلاغ سفلی       | ۰              | ۰                 | ۰            | ۰                   | ۴۵                  |
| داخل روستا      | بخشی نامعلوم در شهرستان شاهین دژ  | چیچکلو              | ۰              | ۰                 | ۰            | ۰                   | ۲۰۰                 |
| زونگه           | بخشی نامعلوم در شهرستان شاهین دژ  | داشکسان             | ۵۵۰            | ۰                 | ۰            | ۲                   | ۵۰                  |
| شونگه           | بخشی نامعلوم در شهرستان شاهین دژ  | پرویز‌آباد           | ۰              | ۰                 | ۰            | ۰                   | ۵۵                  |
| قره گل          | بخشی نامعلوم در شهرستان شاهین دژ  | افی جان             | ۱۰۰            | ۰                 | ۰            | ۳                   | ۲۵                  |
| قریچه           | بخشی نامعلوم در شهرستان شاهین دژ  | گوربلاغ             | ۵۰             | ۰                 | ۰            | ۲                   | ۵۰                  |
| پائین روستا     | بخشی نامعلوم در شهرستان شاهین دژ  | اویه بلاغی          | ۲۰۸            | ۰                 | ۰            | ۵                   | ۱۰۰                 |
| پائین روستا     | بخشی نامعلوم در شهرستان شاهین دژ  | قاضی اخوی           | ۱۸۶            | ۰                 | ۰            | ۳                   | ۱۰۰                 |
| کانی خوش        | بخشی نامعلوم در شهرستان شاهین دژ  | سلیمان‌آباد          | ۳۰             | ۰                 | ۰            | ۱                   | ۳۰                  |
| بؤیوک بولاق     | بخشی نامعلوم در شهرستان شاهین دژ  | خلج                 | ۲۰۰            | ۰                 | ۰            | ۲                   | ۸۰                  |
| کهریز بالا      | بخشی نامعلوم در شهرستان شاهین دژ  | حسین‌آباد            | ۰              | ۰                 | ۰            | ۰                   | ۲۰۰                 |